# Pattinaggio di velocità ai IX Giochi asiatici invernali - 1500 metri femminile
La gara dei 1500m femminile si è svolta l'8 febbraio 2025 allo Heilongjiang Winter Sports Training Center di Harbin, in Cina.

## Risultati
| Rank | Pair | Atleta             | Tempo   | Note |
| ---- | ---- | ------------------ | ------- | ---- |
| 1    | 8    | Han Mei            | 1:57.58 |      |
| 2    | 6    | Yang Binyu         | 1:58.06 |      |
| 3    | 8    | Yin Qi             | 1:58.09 |      |
| 4    | 4    | Rio Yamada         | 2:00.38 |      |
| 5    | 7    | Park Ji-woo        | 2:00.53 |      |
| 6    | 3    | Rin Kosaka         | 2:00.76 |      |
| 7    | 6    | Kang Soo-min       | 2:00.96 |      |
| 8    | 7    | Nadezhda Morozova  | 2:00.97 |      |
| 9    | 5    | Yuna Onodera       | 2:01.16 |      |
| 10   | 5    | Kristina Shumekova | 2:01.27 |      |
| 11   | 3    | Ahenaer Adake      | 2:01.45 |      |
| 12   | 4    | Kim Yoon-ji        | 2:01.91 |      |
| 13   | 1    | Anna Kubo          | 2:04.18 |      |
| 14   | 2    | Mariya Degen       | 2:05.05 |      |
| 15   | 2    | Kim Kyoung-ju      | 2:06.45 |      |
| 16   | 1    | Arina Ilyachshenko | 2:09.42 |      |